# Hájek (nádraží)
Hájek je železniční stanice, která se nachází v obci Hájek v katastrálním území Nová Víska u Ostrova v okrese Karlovy Vary. Leží v km 177,171 dvoukolejné elektrizované trati Chomutov–Cheb (25 kV, 50 Hz AC).

## Historie
Staniční budova byla otevřena v rámci budování trati z Prahy přes Kladno a Rakovník do Chebu v rámci projektu propojení kladenské a severočeské důlní oblasti, financovaného a provozovaného soukromou společností Buštěhradská dráha (BEB). Dne 9. listopadu 1871 byl s místním nádražím uveden do provozu celý nový úsek trasy z Března přes Prunéřov do Ostrova, o měsíc později byla zahájena doprava do Karlových Varů, odkud mohly vlaky pokračovat po již hotovém úseku až do Chebu. Původní název stanice Neudau byl v roce 1945 změněn na Nejda a od roku 1961 stanice nese název Hájek.
Po zestátnění Buštěhradské dráhy k 1. lednu 1923 správu přebraly Československé státní dráhy. Druhá kolej byla postavena v roce 1930. Úsek trati Karlovy Vary – Kadaň byl elektrizován v letech 2004–2006.

## Popis
Ve stanici jsou dvě jednostranná nástupiště, u koleje č. 1 dlouhé 218 m, u koleje č. 2 je dlouhé 192 m.
V rámci elektrizace trati byly demontovány koleje č. 3 a 5. Ze stanice vede vlečka do skladu pohonných hmot a maziv (PHM) podniku Čepro Hájek u Karlových Varů. Stanice je vybavena staničním zabezpečovacím zařízením typu ESA 11, které je ovládáno z JOP Karlovy Vary.
Ve stanici (na ostrovském záhlaví) se v km 176,260 nachází železniční přejezd P79 vybavený přejezdovým zabezpečovacím zařízením se závorami, kde trať kříží silnice III/2222. V mezistaničním úseku Hájek – Dalovice jsou železniční přejezdy s přejezdovým zabezpečovacím zařízením se závorami: v km 179,337 je přejezd P80 s místní komunikací, v km 179,575 je železniční přejezd P81 se silnicí III/2222.

### Výpravní budova
Výpravní budova byla postavena podle typizovaných plánů pro výpravní budovy 2. třídy, jejich autorem je Josef Chvála, inženýr stavební kanceláře BEB.  Výpravna byla postavena jako přízemní budova s devíti okenními osami a středím rizalitem krytá sedlovou střechou, která byla rozšířena přízemními přístavbami. Její půdorys měl tvar obdélníku o rozměrech 10,90 × 40,85 m. Na straně otevřené do kolejiště přístavby vystupovaly stejně jako střední rizalit a byly také ukončeny trojúhelným štítem. Před elektrizací tratě byla stanice obsazena výpravčím, dvěma výhybkáři a během dne pokladní a staničním dělníkem.